# Россия на «Евровидении-2003»
Россию на конкурсе песни Евровидение 2003 представляла группа «Тату» (Лена Катина и Юля Волкова) с песней «Не верь, не бойся, не проси». По жребию группа выступала 11-й в финале конкурса, проходившем в Риге (Латвия). «Тату» заняли 3-е место из 26 исполнителей, набрав 164 очка и отстав от Бельгии на одно, а от Турции на 3 очка.
После объявления результатов Первый канал подал апелляцию на итоги голосования в Европейский вещательный союз, обвинив ирландскую телекомпанию RTÉ в том, что она в последний момент заменила систему зрительского голосования на систему голосования жюри, что и повлияло на итоговое распределение мест. В ответ на это RTÉ опубликовало официальные результаты зрительского голосования, которые совпадали с итоговыми оценками, и опровергло возможный вариант о смене системы голосования по ходу финала конкурса.